# 莫尔帕 (索姆省)
莫尔帕（法語：Maurepas，法語發音：[moʁpa]）是法国上法兰西大区索姆省的一个市镇，位于该省中东部，属于佩罗讷区。

## 地理
莫尔帕（49°59'22"N, 2°50'49"E）面积10.88 平方千米，位于法国上法蘭西大區索姆省，该省份为法国北部沿海省份，北起加来海峡省和北部省，西接滨海塞纳省和大西洋英吉利海峡，南至瓦兹省，东临埃纳省。
与莫尔帕接壤的市镇（或旧市镇、城区）包括：索姆河畔克莱里、孔布勒、屈尔吕、然希、吉耶蒙、阿尔德库尔欧布瓦、埃莫纳库、朗库尔。

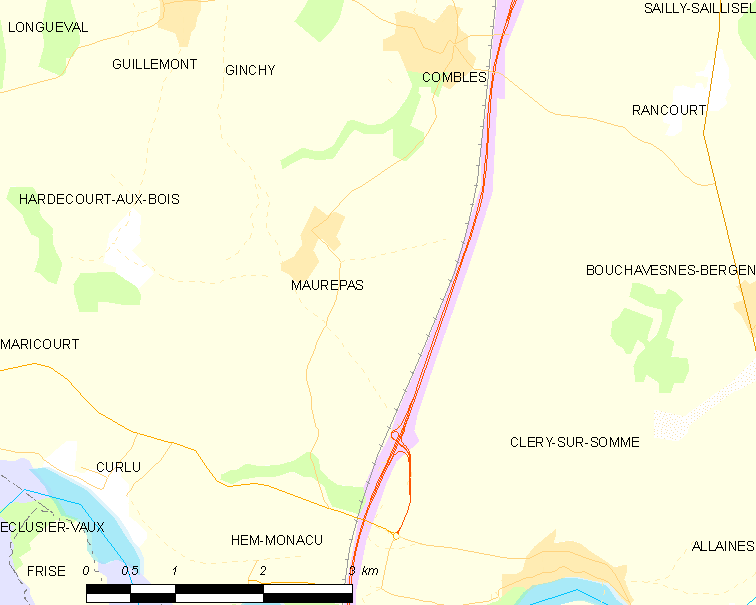
的OSM定位图

莫尔帕的时区为UTC+01:00、UTC+02:00（夏令时）。

## 行政
莫尔帕的邮政编码为80360，INSEE市镇编码为80521。

## 政治
莫尔帕所属的省级选区为佩罗讷县。

## 人口

1962-2008年间人口变化图示

莫尔帕于2022年1月1日时的人口数量为223人。